# Extrema-direita
Extrema-direita, também referida como ultradireita, política de extrema-direita ou extremismo de direita, é a política mais à direita do espectro político de esquerda-direita do que a direita padrão, particularmente em termos de ideologias e tendências ultraconservadoras, autoritárias, nacionalistas extremas, anticomunistas e nativistas.
Historicamente utilizada para descrever as experiências do fascismo e do nazifascismo, hoje a política de extrema-direita inclui o neofascismo, o neonazismo, a terceira posição, a direita alternativa, a supremacia branca, o nacionalismo branco e outras ideologias ou organizações que apresentam aspectos de visões ultranacionalistas, chauvinistas, xenófobas, teocráticas, racistas, homofóbicas, transfóbicas, ou reacionárias.
A política de extrema-direita pode levar à opressão, violência política, assimilação forçada, limpeza étnica e mesmo genocídio contra grupos de pessoas com base na sua suposta inferioridade, ou na sua percepção de ameaça ao grupo étnico nativo, nação, estado, religião nacional, cultura dominante, ou instituições sociais tradicionais ultraconservadoras.

## Visão geral

### Conceito e visão do mundo

Benito Mussolini, ditador e fundador do Fascismo italiano, uma ideologia de extrema-direita

O núcleo da visão do mundo da extrema-direita é o organicismo, a ideia de que a sociedade funciona como um ser vivo completo, organizado e homogéneo. Adaptado à comunidade que desejam constituir ou reconstituir (seja com base na etnicidade, nacionalidade, religião ou raça), o conceito leva-os a rejeitar qualquer forma de universalismo em favor da autofilia e da alterofobia, ou por outras palavras, a idealização de um "nós" excluindo um "eles". A extrema-direita tende a absolutizar as diferenças entre nações, raças, indivíduos ou culturas, uma vez que estas perturbam os seus esforços em direcção ao sonho utópico da sociedade "fechada" e naturalmente organizada, entendida como a condição para assegurar o renascimento de uma comunidade finalmente reconectada com a sua natureza quase eterna e restabelecida sobre bases metafísicas firmes.
Ao verem a sua comunidade num estado de decadência facilitado pelas elites governantes, os membros de extrema-direita apresentam-se como uma elite natural, sã e alternativa, com a missão redentora de salvar a sociedade da sua prometida desgraça. Rejeitam tanto o seu sistema político nacional como a ordem geopolítica global (incluindo as suas instituições e valores, por exemplo, o liberalismo político e o humanismo igualitário) que são apresentados como necessitando de ser abandonados ou expurgados das suas impurezas, para que a "comunidade redentora" possa eventualmente deixar a actual fase de crise liminar para inaugurar a nova era. A própria comunidade é idealizada através de grandes figuras arquetípicas (a Idade de Ouro, o salvador, a decadência e as teorias da conspiração global), pois elas glorificam valores irracionalistas e não-materialistas como a juventude ou o culto dos mortos.
O cientista político Cas Mudde argumenta que a extrema-direita pode ser vista como uma combinação de quatro conceitos amplamente definidos, nomeadamente exclusivismo (por exemplo, racismo, xenofobia, etnocentrismo, etnopluralismo, chauvinismo, ou chauvinismo do bem-estar social), traços anti-democráticos e não-individualistas (e. por exemplo, culto à personalidade, hierarquização, monismo, populismo, antipartidarismo, uma visão organicista do Estado), um sistema de valores tradicionalista que lamenta o desaparecimento de quadros históricos de referência (e. g. lei e ordem, a família, a comunidade e nação étnica, linguística e religiosa, bem como o ambiente natural) e um programa socioeconómico que associa corporativismo, controlo estatal de certos sectores, agrarianismo e um grau variável de crença no livre jogo das forças de mercado socialmente darwinistas. Mudde propõe então uma subdivisão da nebulosa de extrema-direita em inclinações moderadas e radicais, de acordo com o seu grau de exclusivismo e essencialismo.

### Definição e análise comparativa
A Enciclopédia da Política: A Esquerda e a Direita afirma que a política de extrema-direita inclui "pessoas ou grupos que defendem opiniões extremas nacionalistas, xenófobas, racistas, fundamentalistas religiosas, ou outras opiniões reacionárias". Embora o termo extrema-direita seja tipicamente aplicado a fascistas e neonazis, também tem sido utilizado para se referir àqueles à direita da política de direita.
Segundo o cientista político Lubomír Kopeček, "[a] melhor definição funcional da extrema-direita contemporânea pode ser a combinação de quatro elementos de nacionalismo, xenofobia, lei e ordem, e chauvinismo do bem-estar social proposto para o ambiente da Europa Ocidental por Cas Mudde". Confiando nesses conceitos, a política de extrema-direita inclui ainda não se limita a aspectos de autoritarismo, anticomunismo e nativismo. As reivindicações de que as pessoas superiores deveriam ter mais direitos do que as pessoas inferiores são frequentemente associadas à extrema-direita, uma vez que historicamente favoreceram uma hierarquia social darwinista ou elitista baseada na crença na legitimidade do governo de uma suposta minoria superior sobre as massas inferiores. Relativamente à dimensão sociocultural da nacionalidade, cultura e migração, uma posição de extrema-direita é a de que certos grupos étnicos, raciais ou religiosos devem permanecer separados, com base na crença de que os interesses do seu próprio grupo devem ser priorizados.
Segundo Kopeček, ao comparar a extrema-direita da Europa Ocidental e da Europa Central pós-Comunista, "[a] extrema-direita da Europa Central foi também tipificada por um forte anticomunismo, muito mais marcadamente do que na Europa Ocidental", permitindo "uma classificação ideológica básica dentro de uma família partidária unificada, apesar da heterogeneidade dos partidos de extrema-direita". Kopeček conclui que uma comparação dos partidos de extrema-direita da Europa Central com os da Europa Ocidental mostra que "estes quatro elementos estão presentes também na Europa Central, embora de uma forma algo modificada, apesar das diferentes influências políticas, económicas e sociais".
No ambiente americano e mais geral anglo-saxónico, o termo mais comum é direita radical. Kopeček escreve que "tem um significado muito mais amplo e diferente do que no ambiente alemão. É influenciado pela tradição mais antiga do nativismo americano (sentimento anti-imigração), populismo, e hostilidade ao governo central combinado com ultranacionalismo, anticomunismo, fundamentalismo cristão, e orientação militarista". Jodi Dean defende que "a ascensão do anticomunismo de extrema-direita em muitas partes do mundo" deve ser interpretada "como uma política de medo, que utiliza o desinteresse e a raiva gerados pelo capitalismo. [...] Os partidários das organizações de extrema-direita, por sua vez, usam o anticomunismo para desafiar todas as correntes políticas que não estão inseridas numa agenda nacionalista e racista claramente exposta. Para eles, tanto a URSS como a União Europeia, liberais de esquerda, ecologistas e corporações supranacionais — todos estes podem ser chamados de 'comunistas' em nome da sua conveniência".

## Debates modernos

### Terminologia
Segundo Jean-Yves Camus e Nicolas Lebourg, as ambiguidades modernas na definição da política de extrema-direita residem no facto de o conceito ser geralmente utilizado pelos adversários políticos para "desqualificar e estigmatizar todas as formas de nacionalismo partidário, reduzindo-as às experiências históricas do fascismo italiano [e] do nazismo alemão". Embora a existência de uma tal posição política seja amplamente aceite entre os estudiosos, figuras associadas à extrema-direita raramente aceitam esta denominação, preferindo termos como "movimento nacional" ou "direita nacional". Há também debate sobre o quão apropriados são os rótulos neofascistas ou neonazis. Nas palavras de Mudde, "os rótulos Neo-Nazi e, em menor medida, Neo-Fascismo são agora utilizados exclusivamente para partidos e grupos que declaram explicitamente um desejo de restaurar o Terceiro Reich ou citam o nacional-socialismo histórico como a sua influência ideológica".
Uma questão é se os partidos devem ser rotulados como radicais ou extremos, uma distinção que é feita pelo Tribunal Constitucional Federal da Alemanha ao determinar se um partido deve ou não ser banido. Um partido extremista opõe-se à democracia liberal e à ordem constitucional, enquanto um partido radical aceita eleições livres e o parlamento como estruturas legítimas. Após uma pesquisa da literatura académica, Mudde concluiu em 2002 que os termos "extremismo de direita", "populismo de direita", "populismo nacional", ou "neopopulismo" eram frequentemente utilizados como sinónimos por estudiosos, em qualquer caso com "semelhanças impressionantes", exceto nomeadamente entre alguns autores que estudam a tradição teórica extremista. O rótulo "direita radical" é também utilizado na tradição americana, embora tenha um significado mais amplo na direita radical dos Estados Unidos do que a direita radical da Europa.
Com a recessão democrática global identificada por órgãos como a Freedom House, a extrema-direita voltou a ascender no planeta no século XXI. Isso ressuscitou a discussão de Mudde sobre os conceitos que estão abrigados dentro deste espectro político. Neste sentido, a ideia de fascismo retornou à ordem do dia, gerando intenso debate acadêmico sobre sua aplicabilidade no contexto contemporâneo.

### Relação com a política de direita
Outra questão é o que o rótulo "direita" implica quando é aplicado à extrema direita, dado que muitos partidos que eram originalmente rotulados como extremistas de direita tendiam a avançar com as agendas neoliberais e de mercado livre já nos anos 80, mas agora defendem políticas económicas que estão mais tradicionalmente associadas à esquerda, como a anti-globalização, nacionalização e protecionismo. Uma abordagem, com base nos escritos de Norberto Bobbio, argumenta que são as atitudes em relação à igualdade que distinguem a esquerda da direita e permitem que estes partidos se posicionem à direita do espectro político.
Aspectos da ideologia de extrema-direita podem ser identificados na agenda de alguns partidos de direita contemporâneos, em particular a ideia de que pessoas superiores devem dominar a sociedade enquanto elementos indesejáveis devem ser purgados, o que em casos extremos resultou em genocídios. Charles Grant, director do Centre for European Reform em Londres, distingue entre fascismo e partidos nacionalistas de direita que são frequentemente descritos como de extrema-direita, como o Reagrupamento Nacional em França. Mudde observa que os partidos de extrema-direita europeus mais bem sucedidos em 2019 foram "os antigos partidos de extrema-direita mainstream que se transformaram em partidos populistas de direita radical". Segundo o historiador Mark Sedgwick, "[a]qui não há acordo geral sobre onde termina o mainstream e começa o extremo, e se alguma vez tivesse havido acordo sobre isto, a recente mudança no mainstream iria desafiá-lo".
Os defensores da interpretação da teoria da ferradura do espectro esquerda-direita identificam a extrema esquerda e a extrema direita como tendo mais em comum como extremistas do que cada uma delas tem com os centristas ou moderados. Contudo, a teoria da ferradura não goza de nenhum apoio dentro dos círculos académicos e tem recebido críticas, incluindo a opinião de que têm sido os centristas a apoiar regimes de extrema-direita e fascistas, que eles preferem no poder, aos socialistas.

### Natureza do apoio
Jens Rydgren descreve uma série de teorias sobre a razão pela qual os indivíduos apoiam partidos políticos de extrema-direita e a literatura académica sobre este tópico distingue entre teorias do lado da procura que mudaram os "interesses, emoções, atitudes e preferências dos eleitores" e teorias do lado da oferta que se concentram nos programas dos partidos, na sua organização e nas estruturas de oportunidade dentro dos sistemas políticos individuais. As teorias mais comuns do lado da procura são a tese da ruptura social, a tese da privação relativa, a tese dos perdedores da modernização e a tese da competição étnica.
Um estudo argumenta que os indivíduos que aderem a partidos de extrema-direita determinam se esses partidos se desenvolvem em grandes actores políticos ou permanecem marginalizados.
Os primeiros estudos académicos adoptaram explicações psicanalíticas para o apoio da extrema-direita. A publicação de 1933 Die Massenpsychologie des Faschismus de Wilhelm Reich argumentava a teoria de que os fascistas chegaram ao poder na Alemanha como resultado da repressão sexual. Para alguns partidos de extrema-direita na Europa Ocidental, a questão da imigração tornou-se a questão dominante entre eles, de tal forma que alguns estudiosos se referem a estes partidos como partidos "anti-imigrantes".

## História intelectual

### Contexto
A Revolução Francesa de 1789 criou uma grande mudança no pensamento político ao desafiar as ideias estabelecidas de apoio à hierarquia com novas ideias sobre igualdade universal e liberdade. O espectro político moderno esquerda-direita também emergiu durante este período. Os democratas e proponentes do sufrágio universal situavam-se do lado esquerdo da Assembleia francesa eleita, enquanto os monarquistas se sentavam mais à direita.
Os opositores mais fortes do liberalismo e da democracia durante o século XIX, como Joseph de Maistre e Friedrich Nietzsche, foram altamente críticos da Revolução Francesa. Aqueles que defendiam um regresso à monarquia absoluta durante o século XIX autodenominaram-se "ultra-monarquistas" e abraçaram uma visão "mística" e "providencialista" do mundo onde as dinastias reais eram vistas como os "repositórios da vontade divina". A oposição à modernidade liberal baseava-se na crença de que a hierarquia e o enraizamento são mais importantes do que a igualdade e a liberdade, sendo as duas últimas desumanizantes.

### Surgimento
No debate público francês que se seguiu à Revolução Bolchevique, a extrema-direita foi utilizada para descrever os mais fortes opositores da extrema-esquerda, ou seja, aqueles que apoiaram os acontecimentos que ocorriam na Rússia. No entanto, alguns pensadores da extrema-direita reivindicaram uma influência de uma definição anti-marxista e anti-egalitária de socialismo, baseada numa camaradagem militar que rejeitava a análise de classe marxista, ou o que Oswald Spengler tinha chamado um "socialismo do sangue", por vezes descrito por estudiosos como uma forma de "revisionismo socialista". Entre eles, Charles Maurras, Benito Mussolini, Arthur Moeller van den Bruck e Ernst Niekisch. Esses pensadores acabaram por se dividir segundo linhas nacionalistas do movimento comunista, Karl Marx e Friedrich Engels, contradizendo as teorias nacionalistas com a ideia de que "os homens trabalhadores [não tinham] nenhum país". A principal razão para essa confusão ideológica pode ser encontrada nas consequências da Guerra Franco-Prussiana de 1870, que segundo o historiador suíço Philippe Burrin, tinha redesenhado completamente a paisagem política na Europa, difundindo a ideia de um conceito anti-individualista de "unidade nacional" elevando-se acima da divisão entre direita e esquerda.
À medida que o conceito de "as massas" foi introduzido no debate político através da industrialização e do sufrágio universal, uma nova direita fundada em ideias nacionais e sociais começou a emergir, o que Zeev Sternhell chamou de "direita revolucionária" e um prenúncio do fascismo. A fenda entre a esquerda e os nacionalistas foi ainda acentuada pela emergência de movimentos antimilitaristas e antipatrióticos como o anarquismo ou o sindicalismo, que partilhavam ainda menos semelhanças com a extrema-direita. Esta última começou a desenvolver um "misticismo nacionalista" totalmente diferente do da esquerda, e o antissemitismo transformou-se num credo da extrema-direita, marcando uma ruptura com o tradicional "anti-judaísmo" económico defendido por partes da extrema-esquerda, em favor de uma noção racial e pseudocientífica de alteridade. Várias ligas nacionalistas começaram a formar-se em toda a Europa, como a Liga Pan-Alemã ou a Ligue des Patriotes, com o objectivo comum de unir as massas para além das divisões sociais.

### Völkische a direita revolucionária
O movimento Völkisch surgiu no final do século XIX, inspirando-se no Romantismo alemão e no seu fascínio por um Reich medieval supostamente organizado numa ordem hierárquica harmoniosa. Erguido sobre a ideia de "sangue e solo", foi um movimento racialista, populista, agrário, nacionalista romântico e anti-semita a partir do século XIX, como consequência de uma crescente conotação exclusiva e racial. Idealizaram o mito de uma "nação original", que ainda podia ser encontrada na sua época nas regiões rurais da Alemanha, uma forma de "democracia primitiva livremente sujeita às suas elites naturais". Os pensadores liderados por Arthur de Gobineau, Houston Stewart Chamberlain, Alexis Carrel e Georges Vacher de Lapouge distorceram a teoria da evolução de Darwin para defender uma "luta racial" e uma visão higienista do mundo. A pureza da nação bio-mística e primordial teorizada pelo Völkischen começou então a ser vista como corrompida por elementos estrangeiros, judeus em particular.
Traduzidas no conceito de Maurice Barrès de "a terra e os mortos", estas ideias influenciaram a "direita revolucionária" pré-fascista em toda a Europa. Este último teve a sua origem na crise intelectual fin de siècle e foi, nas palavras de Fritz Stern, o profundo "desespero cultural" dos pensadores que se sentiam desenraizados dentro do racionalismo e do cientismo do mundo moderno. Caracterizava-se por uma rejeição da ordem social estabelecida, com tendências revolucionárias e posições anticapitalistas, uma dimensão populista e plebiscitária, a defesa da violência como meio de acção e um apelo à palingenesis individual e colectiva.

### Pensamento contemporâneo
Os principais pensadores da política contemporânea de extrema-direita, segundo por Mark Sedgwick, partilham quatro elementos-chave, nomeadamente o apocaliptismo, o medo das elites globais, a crença na distinção amigos-inimigos de Carl Schmitt e a ideia de metapolítica. A tensão apocalíptica do pensamento começa em The Decline of the West de Oswald Spengler e é partilhada por Julius Evola e Alain de Benoist. Continua em The Death of the West por Pat Buchanan, bem como nos medos da islamização da Europa. Relacionado com ela está o medo das elites globais, que são vistas como responsáveis pelo declínio. Ernst Jünger estava preocupado com as elites cosmopolitas sem raízes, enquanto de Benoist e Buchanan se opõem ao estado de gestão e Curtis Yarvin é contra "a Catedral". A distinção amigos-inimigos de Schmitt inspirou a ideia francesa da Nouvelle Droite do etnopluralismo, que se tornou altamente influente na direita alternativa quando combinada com o racismo americano.

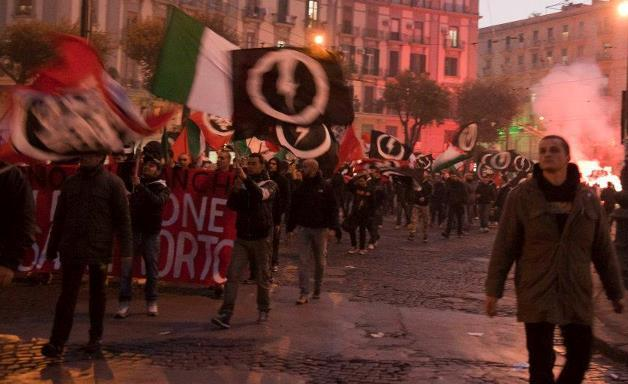
Comício do CasaPound em Nápoles

Num livro de 1961 considerado influente na extrema-direita europeia em geral, o escritor neofascista francês Maurice Bardèche introduziu a ideia de que o fascismo poderia sobreviver ao século XX sob um novo disfarce metapolítico adaptado às mudanças da época. Em vez de tentar reavivar regimes condenados com o seu partido único, polícia secreta ou exibição pública do Cesarismo, Bardèche argumentou que os seus teóricos deveriam promover a ideia filosófica central do fascismo independentemente do seu enquadramento, ou seja, o conceito de que apenas uma minoria, "a mais sã fisicamente, a mais pura moralmente, a mais consciente dos interesses nacionais", pode representar melhor a comunidade e servir os menos dotados no que Bardèche chama um novo "contrato feudal".
Outra influência no pensamento contemporâneo de extrema-direita tem sido a Escola Tradicionalista que incluiu Julius Evola e influenciou Steve Bannon e Aleksandr Dugin, conselheiros de Donald Trump e Vladimir Putin, bem como o partido Jobbik na Hungria.

## História
A extrema-direita original, que surgiu na França após a Revolução Francesa, se recusou a aceitar a República Francesa e apoiou uma contrarrevolução para restaurar a monarquia francesa e a aristocracia.

### Pós-Segunda Guerra Mundial
O cientista político alemão Klaus von Beyne descreve três fases históricas do desenvolvimento de partidos de extrema-direita na Europa Ocidental após a Segunda Guerra Mundial.
De 1945 a meados dos anos 1950, os partidos de extrema-direita foram marginalizados e suas ideologias desacreditadas devido à recente existência e derrota do nazismo. Assim, nos anos imediatamente seguintes à Segunda Guerra Mundial, o objetivo principal dos partidos de extrema-direita era sobreviver; alcançar qualquer impacto político relevante, em grande parte, não era algo esperado.
A partir de meados dos anos 1950 a 1970, a chamada "fase de protesto populista" surgiu com o sucesso eleitoral esporádico. Partidos de extrema-direita durante esse período criou líderes carismáticos, cuja profunda desconfiança do establishment político levou a uma mentalidade de "nós-contra-eles": "nós" seriam os cidadãos da nação, enquanto "eles" os políticos e burocratas, atualmente no cargo; após o relativo sucesso eleitoral na década de 1980, candidatos políticos de extrema-direita revitalizaram o discurso anti-imigração como uma questão mainstream. Em outubro de 2019, o Jornal de Notícias publicou um artigo que mostra como a extrema-direita usa símbolos comuns para promover suas ideologias. Algo que é feito ao longo de décadas ao redor do mundo.

### No Brasil

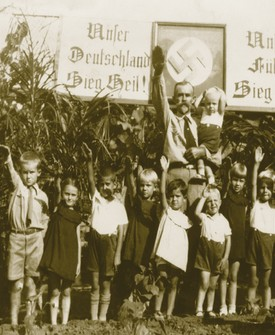
Crianças da Juventude Hitlerista fazem a saudação nazista em Presidente Bernardes, São Paulo. Foto tirada por volta de 1935.

Antes da Segunda Guerra Mundial, os nazistas faziam e distribuíam propaganda entre os alemães étnicos no Brasil. O regime nazista construiu laços estreitos com o Brasil por meio dos estimados 100 mil alemães nativos e 1 milhão de descendentes de alemães que viviam no Brasil na época. Em 1928, a seção brasileira do Partido Nazista foi fundada em Timbó, Santa Catarina. Esta seção atingiu 2.822 membros e foi a maior seção do Partido Nazista fora da Alemanha. Cerca de 100 mil alemães nascidos e cerca de um milhão de descendentes viviam no Brasil naquela época.
Durante a década de 1930, surgiu uma forma de fascismo religioso conhecido como Integralismo, representado no Brasil pela Ação Integralista Brasileira e fundado por Plínio Salgado, conhecido por seus uniformes verdes com fileiras uniformizadas, manifestações de rua altamente regulamentadas e retórica agressiva contra o marxismo e o liberalismo. Após a derrota da Alemanha na Segunda Guerra Mundial, muitos criminosos de guerra nazistas fugiram para o Brasil e se esconderam entre as comunidades teuto-brasileiras. O caso mais famoso foi o de Josef Mengele, um médico que ficou conhecido como o "Anjo da Morte" no campo de concentração de Auschwitz, por ter realizado experimentos humanos cruéis. Mengele se afogou em Bertioga, no litoral de São Paulo, em 7 de fevereiro de 1979, sem nunca ter sido reconhecido.
A extrema-direita continuou a operar em todo o Brasil e vários partidos de extrema-direita existiram na era moderna, incluindo o Patriota, o Partido Renovador Trabalhista Brasileiro, o Partido de Reedificação da Ordem Nacional, a Aliança Renovadora Nacional, o Partido Social Liberal e o Partido Trabalhista Brasileiro bem como esquadrões da morte, como o Comando de Caça aos Comunistas.
Em abril de 2018, Cristina Tardáguila, da revista Época, disse que "há ao menos um ponto que aproxima os manifestantes da extrema-esquerda e a extrema-direita do Brasil: o repúdio aos fatos e aos jornalistas que tentam relatá-los." Um levantamento feito pelo The Intercept e Manual do Usuário, mostrou que cinco dos dez canais que cresceram no YouTube, na época das eleições do Brasil de 2018, eram de extrema-direita e pró-Bolsonaro. Os canais cresceram com base em um algoritmo do YouTube que ajuda a impulsionar a popularidades de determinados canais, o "em alta".
O presidente Jair Bolsonaro é amplamente considerado um político populista de extrema-direita. Desde 2011 grupos identificados por autoridades de segurança como de extrema-direita fazem apoio público a Bolsonaro. O primeiro governo de Jair Bolsonaro foi marcado por usar frases atribuídas aos regimes fascista e nazista em redes sociais pessoais do presidente e oficiais do governo e em discursos públicos.
Em janeiro de 2019, o Movimento Brasil Livre (MBL) e os portais da direita política brasileira, Renova Mídia, Conexão Política e Terça Livre, promoveram a rede social Gab, ao usarem a #MeSegueNoGab, que teria sido iniciada pelo Movimento Brasil Conservador, o que foi negado pelo movimento. A rede social Gab tem sido descrita como uma plataforma de supremacistas brancos e de pessoas da direita alternativa. Um pesquisa feita antes das eleições de 2018 no Brasil, apontou que os brasileiros eram a segunda maior nacionalidade no Gab. Nos protestos de 26 de maio de 2019, os manifestantes da direita política tentaram separar os da extrema-direita que compareceram no dia sem serem convocados. Os extremistas usavam o Telegram e promoviam ilegalidades. Em 2019, tornou-se membro da Aliança pelo Brasil, um grupo político nacionalista de extrema-direita que pretendia se tornar um partido político.
Em junho de 2019, Oliver Stuenkel, do El País disse que "é preciso resgatar da extrema-direita os símbolos nacionais", se referindo a grupo radicais brasileiros que se apoderam de símbolos brasileiros para promover suas ideologias políticas.
Em várias democracias ao redor do mundo radicais têm se apropriado de bandeiras nacionais para poder chamar vozes discordantes de inimigos da pátria. (…) De fato, verifica-se hoje uma tendência crescente de apropriação de símbolos nacionais por movimentos de extrema-direita tanto no Brasil quanto em outros países. Isso faz parte de uma estratégia sofisticada, pois permite uma suposta divisão da população entre patriotas de um lado e inimigos da pátria de outro.— Oliver Stuenkel
Esse comportamento da extrema-direita também foi reportado por Mariliz Pereira Jorge, da Folha de S.Paulo. Em 7 de julho de 2020, foi iniciada uma campanha nas redes sociais para recuperar os símbolos do Brasil.

## Terrorismo de direita

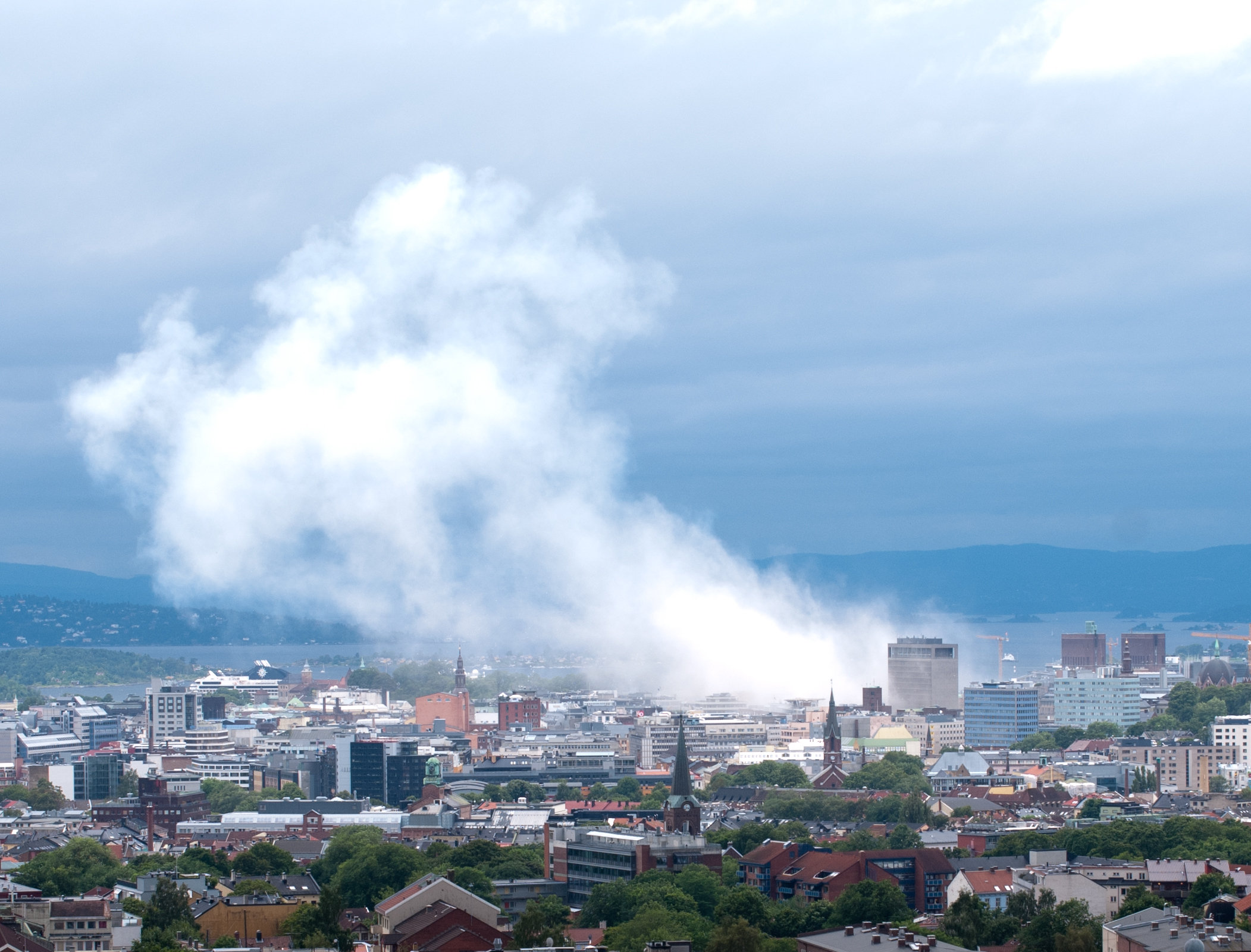
Atentados de 22 de julho de 2011 na Noruega

O terrorismo de direita é terrorismo motivado por uma variedade de ideologias e crenças de extrema-direita, incluindo anticomunismo, neofascismo, neonazismo, racismo, xenofobia e oposição à imigração. Esse tipo de terrorismo tem sido esporádico, com pouca ou nenhuma cooperação internacional. O terrorismo de direita moderno apareceu pela primeira vez na Europa Ocidental na década de 1980 e apareceu pela primeira vez na Europa Oriental após a dissolução da União Soviética.
Os terroristas de direita pretendem derrubar governos e substituí-los por governos nacionalistas ou de orientação fascista. O núcleo desse movimento inclui skinheads neofascistas, hooligans de extrema-direita, e jovens simpatizantes que acreditam que o Estado deve se livrar de elementos estrangeiros para proteger os cidadãos ditos "legítimos". No entanto, eles geralmente não possuem uma ideologia rígida.

## Principais correntes
- Nazismo
- Neonazismo
- Fascismo
- Neofascismo
- Franquismo
- Integralismo
- Bolsonarismo[83][84]
- Trumpismo
- Falangismo
- Supremacia branca